# Żurawinka (przystanek kolejowy w obwodzie brzeskim)
Żurawinka (biał. Журавінка, ros. Журавинка) – przystanek kolejowy w lasach 8 km na południe od miejscowości Łuniniec, w rejonie łuninieckim, w obwodzie brzeskim, na Białorusi. Leży na linii Równe – Baranowicze – Wilno.